# Diplopie
Diplopia sau vederea dublă se referă la starea în care o persoană vede obiectele duble în loc să le vadă clar.
Diplopia poate fi unul dintre primele semne ale unei boli sistemice, mai exact ale tulburărilor în procesele musculare sau neurologice, și în unele condiții poate afecta echilibrul, mișcarea și/sau abilitatea de a citi.

## Clasificare
Diplopia poate fi binoculară sau monoculară. De asemenea, mai poate fi temporară sau voluntară.
Diplopia binoculară dispare la închiderea unuia dintre ochi, și apare ca un rezultat al strabismului. Diplopia monoculară apare doar la închiderea unuia dintre ochi.